# Copa UPM 2013
La Copa UPM 2013 fue un torneo de fútbol de carácter amistoso, que se disputó en su totalidad en el Parque Liebig's de Fray Bentos, Uruguay, entre los días 11 y 13 de enero de 2013.
Participaron los siguientes equipos:
- Danubio
- Defensor Sporting
- Chacarita Juniors
- Deportivo Español

## Resultados
|  | Semifinales            | Semifinales |   |                        | Final             | Final |  |
|  |                        |             |   |                        |                   |       |  |
|  |                        |             |   |                        |                   |       |  |
|  | 11 de enero            |             |   |                        |                   |       |  |
|  | Chacarita Juniors      | 1 (2)       |   |                        |                   |       |  |
|  | Deportivo Español (p.) | 1 (3)       |   |                        |                   |       |  |
|  |                        |             |   |                        |                   |       |  |
|  |                        |             |   |                        | 13 de enero       |       |  |
|  |                        |             |   |                        | Deportivo Español | 3     |  |
|  |                        | Danubio     | 2 |                        |                   |       |  |
|  |                        |             |   |                        |                   |       |  |
|  |                        |             |   |                        |                   |       |  |
|  |                        |             |   |                        | Tercer puesto     |       |  |
|  | 11 de enero            | 11 de enero |   | 13 de enero            | 13 de enero       |       |  |
|  | Danubio (p.)           | 1 (5)       |   | Chacarita Juniors (p.) | 1 (4)             |       |  |
|  | Defensor Sporting      | 1 (3)       |   |                        | Defensor Sporting | 1 (1) |  |

| Bandera de Argentina      |
| Campeón Deportivo Español |